# Szalony lotnik
Szalony lotnik (ros. Валерий Чкалов) – radziecki film z 1941 roku w reżyserii Michaiła Kałatozowa. Film biograficzny o lotniku Walerym Czkałowie.

## Obsada
- Władimir Biełokurow jako Walerij Czkałow
- Ksenia Tarasowa jako Olga Czkałowa
- Micheil Gelowani jako Józef Stalin
- Wasilij Wanin
- Siergiej Jarow
- Irina Zarubina
- Boris Andriejew jako mechanik
- Sierafima Birman jako Amerykanka